# Ulrich Preis
Ulrich Preis (* 1. Juni 1956 in Wuppertal; † 24. April 2025 in Düsseldorf) war ein deutscher Rechtswissenschaftler. Er lehrte von 2001 bis 2022 als Professor für Bürgerliches Recht, Arbeitsrecht und Sozialrecht an der Universität zu Köln und war Gründungsdirektor des Instituts für deutsches und europäisches Arbeits- und Sozialrecht der Universität zu Köln.

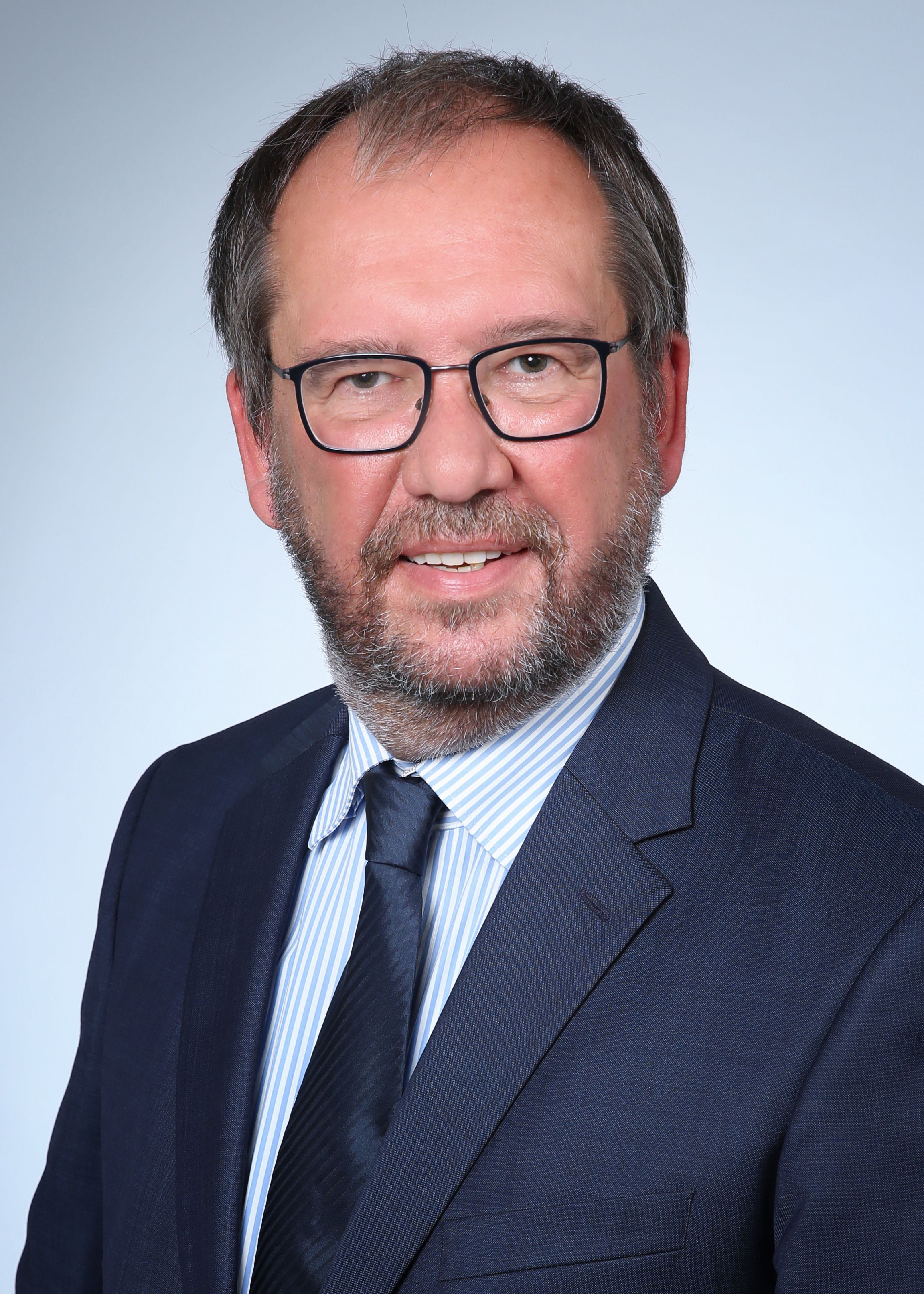
Ulrich Preis (2017)

## Leben
Nach dem Abitur am Humboldt-Gymnasium Düsseldorf und einer Ausbildung zum Bankkaufmann studierte Preis von 1978 bis 1983 Rechtswissenschaften in Regensburg und Köln. Nach Ablegung des ersten juristischen Staatsexamens mit „sehr gut“ wurde er als Stipendiat in die Studienstiftung des Deutschen Volkes aufgenommen. An der Rechtswissenschaftlichen Fakultät der Universität zu Köln promovierte Preis 1986 mit der Arbeit Prinzipien des Kündigungsrechts bei Arbeitsverhältnissen, die starken Einfluss auf die Entwicklung des Kündigungsschutzrechts in Deutschland hatte. Nach Absolvierung des zweiten juristischen Staatsexamens wurde er 1988 Assistent bei Peter Hanau in Köln. Seine Habilitation erfolgte ebendort im Jahre 1992 mit der Schrift Grundfragen der Vertragsgestaltung im Arbeitsrecht. Im September 1993 erhielt er einen Ruf an die Heinrich-Heine Universität Düsseldorf und Fernuniversität/Gesamthochschule Hagen, wo er bis zum Sommersemester 2001 den Lehrstuhl für Bürgerliches Recht, Arbeitsrecht, Handelsrecht und Sozialrecht innehatte. Hier gründete er auch als Direktor 1998 das Institut für deutsches und europäisches Arbeits- und Sozialrecht.
Von 2001 bis 2022 war er Direktor des Instituts für Deutsches und Europäisches Arbeits- und Sozialrecht an der Universität zu Köln. Im Jahre 2007 lehnte er einen Ruf an die Universität Trier als Direktor des Instituts für Arbeitsrecht und Arbeitsbeziehungen in der Europäischen Gemeinschaft ab. Von 2008 bis 2015 war er Mitglied des Hochschulrates der Universität zu Köln. Im Mai 2013 verlieh ihm die Nationale und Kapodistrias-Universität Athen ein Ehrendoktorat. Vom 1. Oktober 2015 bis 30. September 2021 war er Dekan der rechtswissenschaftlichen Fakultät der Universität zu Köln.
Ulrich Preis war von April 2001 bis Ende 2002 Mitglied der Regierungskommission des Landes Nordrhein-Westfalen zur Reform des öffentlichen Dienstes. Er war Vorsitzender der 2002 gegründeten Gesellschaft zur Förderung der sozialrechtlichen Forschung e. V. mit Sitz in Köln. Er war Gründungsmitglied der 2006 gegründeten Vereinigung der Arbeitsrechtslehrer. Von 2011 bis 2020 war er Vizepräsident des Deutschen Arbeitsgerichtsverbandes. Im Jahre 2020 wurde er wegen seiner Verdienste für den Verband und das deutsche Arbeitsrecht zum Ehrenpräsidenten des Verbandes gewählt. Von 2015 bis 2019 war er unabhängiger Vorsitzender der Arbeitsrechtlichen Schiedskommission im Bereich der Evangelischen Kirche und Diakonie in Rheinland-Westfalen-Lippe (ARS-RWL).
Am 24. April 2025 erlag Ulrich Preis in Düsseldorf im Alter von 68 Jahren den Folgen eines Schlaganfalls. Er war Vater von vier Kindern.

## Wirken

### Arbeitsrechtswissenschaftliche Schwerpunkte
Das wissenschaftliche Werk von Ulrich Preis erstreckt sich auf das Arbeits- und Sozialrecht in ihren nationalen, europäischen und internationalen Bezügen und Querverbindungen.
Der erste Beitrag von Preis, den er gegen Ende seines Studiums verfasste, behandelte verfassungsrechtliche Fragen zur Neuregelung der Montan-Mitbestimmung und untersuchte speziell die Gestaltungsgrenzen des Gesetzgebers am Maßstab des allgemeinen Gleichheitssatzes. Es waren Gedanken, die sich später auch in den tragenden Linien des Bundesverfassungsgerichts zum Montanmitbestimmungsgesetz aus dem Jahre 1999 wiederfanden. Es folgten 1986 seine Prinzipien des Kündigungsrechts bei Arbeitsverhältnissen, womit er promoviert wurde. Das Werk befasste sich in einer rechtsmethodischen Weise mit dem Recht des materiellen Kündigungsschutzes, insbesondere der Theorie der Kündigungsgründe. Der für das Kündigungsschutzrecht zuständige Zweite Senat des Bundesarbeitsgerichts zog sie bereits kurz nach ihrem Erscheinen heran und ließ sie maßstabsbildend werden (Hillebrecht, ZfA 1991, 87, 95). Die Thesen fanden Eingang in ein Handbuch zum Kündigungsschutz und einen Großkommentar zum Kündigungsrecht, in dem Ulrich Preis als Mitautor und -herausgeber aufgenommen wurde (Stahlhacke/Preis/Vossen; Ascheid/Preis/Schmidt) Hinzu trat die Kommentierung des § 626 BGB im Staudinger BGB-Kommentar.
Nachfolgende wissenschaftliche Schwerpunkte waren unter anderem Schweigepflicht und Kündigungsschutz.

### Rechtspolitik
Rechtspolitische Vorschläge von Ulrich Preis betrafen das Befristungsrecht im Hochschulbereich, insbesondere ein Gutachten zu den befristeten Arbeitsverhältnissen in Wissenschaft und Forschung (2001, mit Thomas Dieterich), und die Neuordnung der geringfügigen Beschäftigung (mit Thomas Griese und David Kruchen), in der er das sozialversicherungspflichtige Nettoarbeitsverhältnis als innovative arbeitsmarkt- und sozialpolitische Alternative zum derzeitigen status quo vorstellt. Besonderer Forschungsschwerpunkt von Ulrich Preis ist die Kodifikation des Arbeitsrechts, für die er zwei Kodifikationsentwürfe zum Arbeitsvertragsrecht vorlegte. Nach der Wiedervereinigung Deutschlands forderte er 1990 die gesamtdeutsche Kodifikation des Arbeitsrechts. Als Mitglied des Arbeitskreises „Deutsche Rechtseinheit im Arbeitsrecht“ gestaltete er im Jahre 1992 einen Entwurf zur Kodifikation des Arbeitsvertragsrecht, der dem Deutschen Juristentag vorgelegt wurde. Den erneuten Versuch machte er 2006 gemeinsam mit Martin Henssler und der Unterstützung der Bertelsmann-Stiftung mit dem erneuerten Diskussionsentwurf eines Arbeitsvertragsgesetzes im Sinne eines grundsätzlichen restatement mit behutsamen und ausgewogenen Fortentwicklungen. Der Vorschlag, dem Kritik von beiden Seiten entgegengebracht wurde, wurde von der Deutschen Gesellschaft für Gesetzgebung im April 2007 mit dem 1. Preis für gute Gesetzgebung ausgezeichnet.

### Internationaler Austausch
Im internationalen Austausch brachte Ulrich Preis Expertise zum Kündigungsschutz- und Arbeitsvertragsrecht ein. In China half er, ein kodifiziertes Arbeitsvertragsgesetz mit zu entwickeln. Preis pflegt enge Kontakte zu den beiden großen rechtswissenschaftlichen Fakultäten Griechenlands, der Nationalen Kapodistrias-Universität Athen und der Aristoteles-Universität Thessaloniki. 2013 wurde ihm die Ehrendoktorwürde durch die Kapodistrias-Universität Athen verliehen.

## Sonstige Tätigkeiten
Von Mai 2011 bis November 2020 war Preis Vizepräsident des Deutschen Arbeitsgerichtsverbandes e. V, anschließend dessen Ehrenvorsitzender.
Er war von 2015 bis zu seinem Tod unabhängiger Vorsitzender der Arbeitsrechtlichen Schiedskommission im Bereich der Evangelischen Kirche und Diakonie in Rheinland-Westfalen-Lippe.
Ende August 2018 vermittelte Preis als Mitschlichter im Arbeitskampf des Universitätsklinikums Essen erfolgreich zwischen den Tarifparteien.
Ulrich Preis hielt Vorträge, nahm Teil an Symposien und war präsent auf den Jahrestagungen der NZA und des DAI.
2015 und 2017 war er auf der Liste der „40 führenden Köpfe“ eines Personalmagazins.

## Ehrungen und Auszeichnungen (Auswahl)
- 2005 Lehrpreis von der Fachschaft Jura
- 2013 Ehrendoktorwürde der Kapodistrias-Universität Athen

## Veröffentlichungen (Auszug)
- Prinzipien des Kündigungsrechts bei Arbeitsverhältnissen. Eine Untersuchung zum Recht des materiellen Kündigungsschutzes, insbesondere zur Theorie der Kündigungsgründe (= Schriften des Instituts für Arbeits- und Wirtschaftsrecht der Universität zu Köln. Band 138). 2. Auflage. Nomos, München 2022 (904 S.).
- Grundfragen der Vertragsgestaltung im Arbeitsrecht, Neuwied: Luchterhand, 1993, ISBN 978-3-472-01249-8.
- Der Arbeitsvertrag, Verlag Dr. Otto Schmidt, Köln 6. Auflage 2020, ISBN 978-3-504-42034-5.
- Arbeitsrecht, Kollektivarbeitsrecht, Lehrbuch für Studium und Praxis, 5. Auflage, Verlag Dr. Otto Schmidt, Köln 2020 (mit Greiner), ISBN 978-3-504-42023-9.
- Arbeitsrecht. Individualarbeitsrecht. Lehrbuch für Studium und Praxis. 6. Auflage. Otto Schmidt Verlag, Köln 2020, (mit Temming) ISBN 978-3-504-42022-2.
- mit Seiwerth: Arbeitsrecht – Klausurenkurs. 2. Auflage. Otto Schmidt, Köln 2020, ISBN 978-3-504-42689-7.
- Sozialversicherungsrecht und SGB II, Lehrbuch für Studium und Praxis, 3. Auflage, Verlag De Gruyter, Berlin Köln 2020 (mit Maximilian Fuchs und Wiebke Brose), ISBN 978-3-11-064888-1.
- Kündigung und Kündigungsschutz im Arbeitsverhältnis, München: C. H. Beck, 11. Auflage 2015 (mit Stahlhacke/Vossen).
- Erfurter Kommentar zum Arbeitsrecht. 21. Auflage. C.H. Beck, München 2022, ISBN 978-3-406-74071-8. (Mitherausgeber).
- mit Thomas Dieterich: Befristete Arbeitsverhältnisse in Wissenschaft und Forschung, Köln: Otto Schmidt, 2001, ISBN 978-3-504-42649-1.
- mit Daniel Ulber: Wissenschaftszeitvertragsgesetz, 2. Auflage, 2017, ISBN 978-3-472-08957-5.
- Dienstreisen als Rechtsproblem (= HSI-Schriftenreihe. Band 31). 1. Auflage. Bund-Verlag, Frankfurt am Main 2020, ISBN 978-3-7663-7031-0 (134 S., hugo-sinzheimer-institut.de [PDF; 2,9 MB; abgerufen am 10. Februar 2021]).

## Akademische Schüler
Bei Ulrich Preis habilitierten sich (in alphabetischer Reihenfolge):
- Wiebke Brose, ordentliche Professorin an der Friedrich-Schiller-Universität Jena[14]
- Stefan Greiner, ordentlicher Professor an der Rheinischen-Friedrich-Wilhelms-Universität in Bonn
- Christian Rolfs, ordentlicher Professor an der Universität zu Köln
- Adam Sagan, ordentlicher Professor an der Universität Bayreuth[15]
- Angie Schneider, ordentliche Professorin an der Universität Bremen[16]
- Markus Stoffels, ordentlicher Professor an der Ruprecht-Karls-Universität in Heidelberg
- Felipe Temming, ordentlicher Professor an der Gottfried-Wilhelm-Leibniz-Universität in Hannover[17]
- Daniel Ulber, ordentlicher Professor an der Martin-Luther-Universität Halle-Wittenberg[18]